# Waldeidechse
Die Waldeidechse (Zootoca vivipara, Syn.: Lacerta vivipara), auch Bergeidechse oder Mooreidechse genannt, gehört zur Klasse der Reptilien und zur Familie der Echten Eidechsen (Lacertidae). Von der Deutschen Gesellschaft für Herpetologie und Terrarienkunde wurde sie 2006 zum Reptil des Jahres gekürt. Damit sollte die „erfolgreichste“ Reptilienart der Welt (gemessen an ihrer weiten Verbreitung) in das öffentliche Bewusstsein gerückt werden.

## Merkmale
Die Waldeidechse hat eine Gesamtlänge von maximal 18 Zentimetern. Davon entfallen bis zu sechs, bei den Weibchen bis zu sieben Zentimeter auf Kopf und Rumpf. Der kräftige Schwanz erreicht das 1,25- bis 2-fache der Kopf-Rumpf-Länge (Maximalwert bei Männchen). Die Art ist schlank, kurzbeinig und weist einen – im Vergleich beispielsweise zur Zauneidechse – kleinen, ziemlich abgeflachten Kopf auf, bei den Weibchen noch mehr als bei den Männchen. Das sogenannte Halsband ist stark gezähnt und die im Querverlauf nur 25 bis 37 Rückenschuppen sind sehr rau und gewöhnlich gekielt. Die Grundfärbung ist braun, manchmal auch grau. Dazu zeigen viele Tiere einen dunklen, in Einzelflecke aufgelösten „Aalstrich“ auf dem Rücken, dunkle Seiten sowie helle, strichförmige Flecken auf der Oberseite (sehr variabel). Die Kehle ist weißlich oder bläulich, der Bauch hell- oder dunkelgelb; bei Männchen zur Paarungszeit orange oder seltener rötlich und dann oft mit dunklen Flecken übersät. Manchmal kommen auch komplett schwarz gefärbte Alttiere vor, sogenannte Schwärzlinge.
Die Jungen sind sehr dunkel – nahezu schwärzlich – und bronzefarben. Sie messen nach der Geburt drei bis vier Zentimeter. 

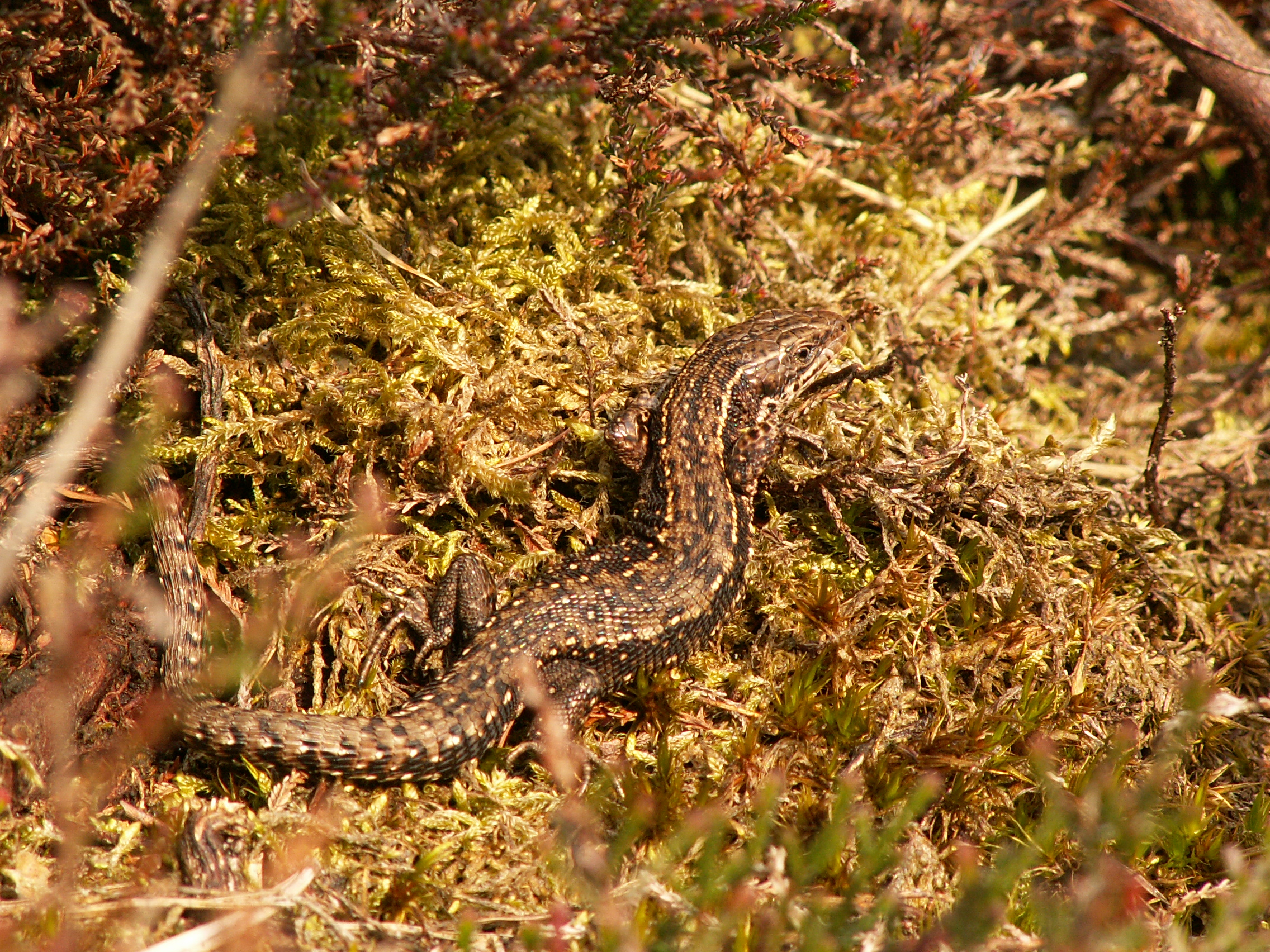
Relativ „buntes“ Männchen beim Sonnenbad
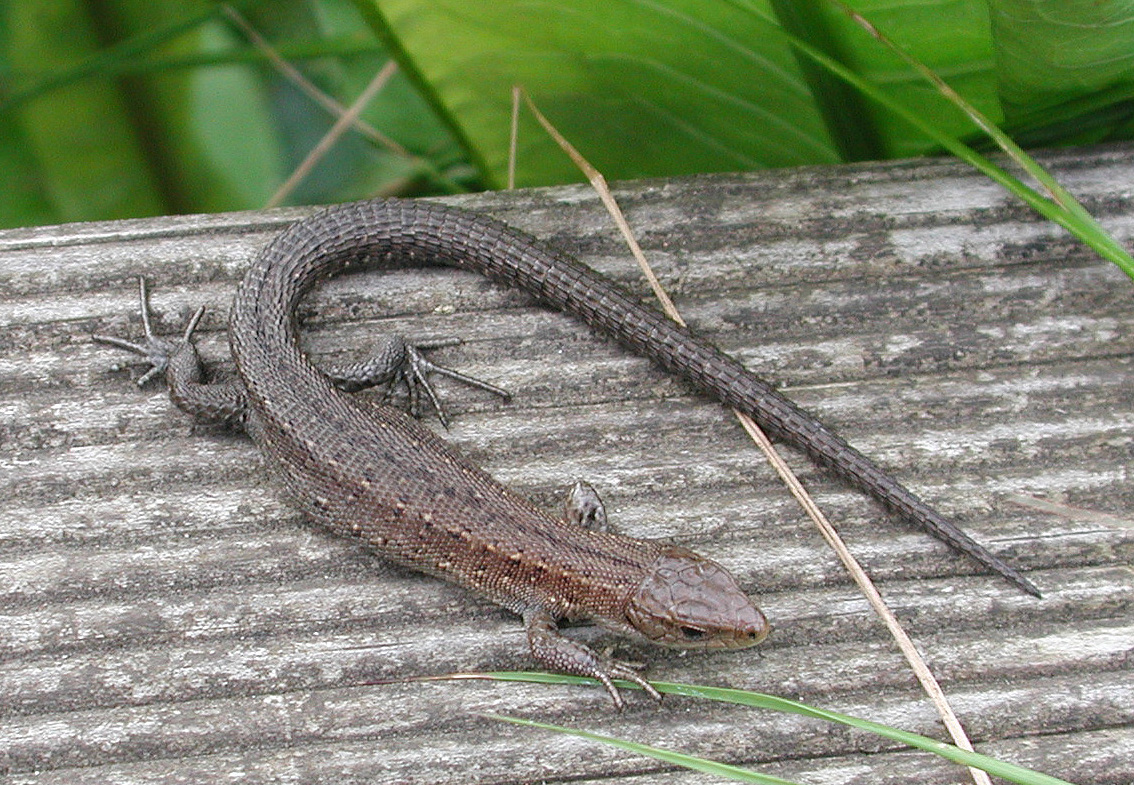
Kontrastarm gezeichnetes Weibchen
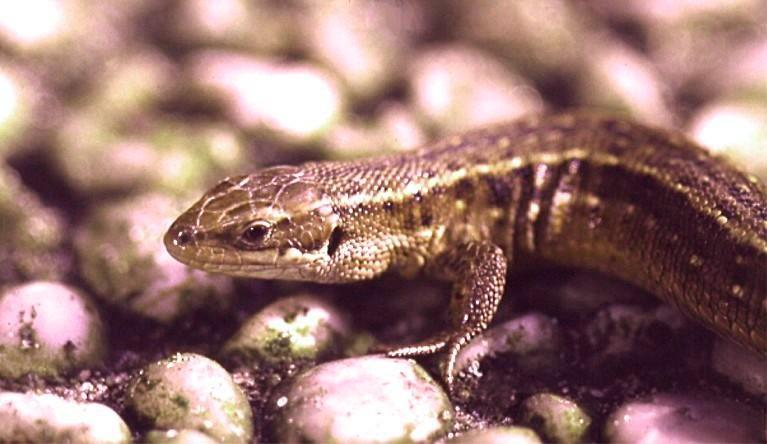
Weibchen haben einen besonders kurzen, flachen Kopf.
- Waldeidechsen in verschiedenen Farb- und Altersstufen, teilweise mit Befall von Ixodes ricinus
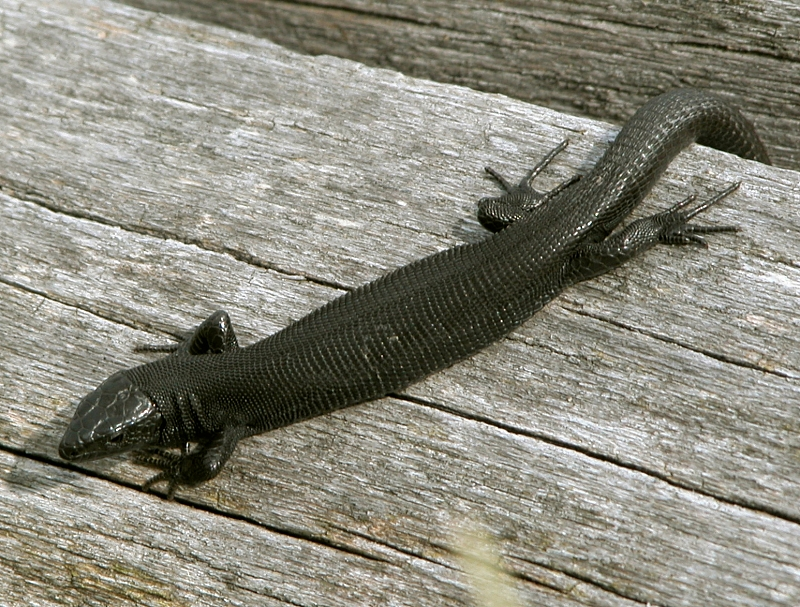
Schwärzlinge der Waldeidechse sind am Großen Feldberg/Taunus häufig anzutreffen.
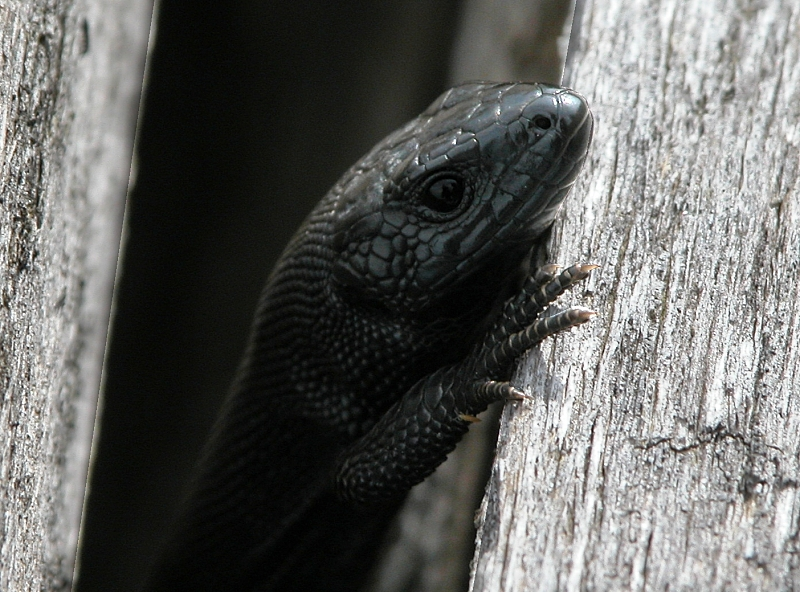
Als Schwärzling in der Ritze gut getarnt

## Verbreitung

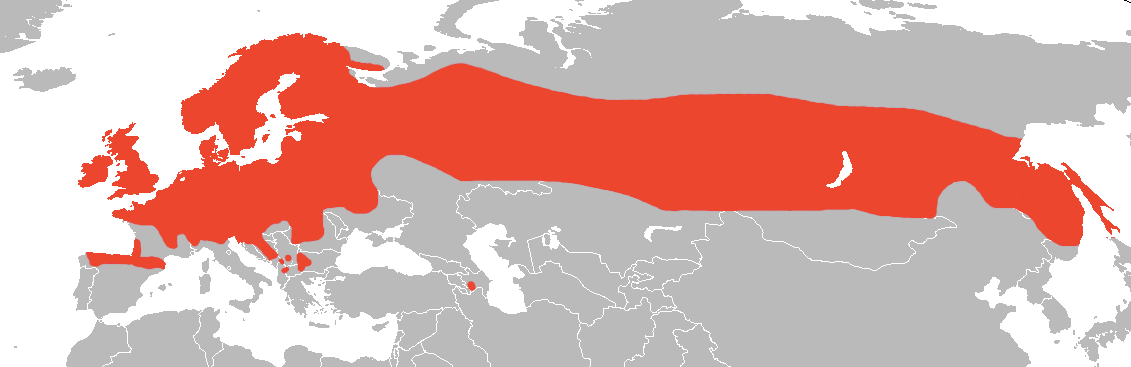
Verbreitungsgebiet

Das eurasische Verbreitungsgebiet der Waldeidechse ist extrem groß und reicht von Nordwestspanien und Irland im Westen bis nach Ostsibirien und zur Insel Sachalin im Osten sowie von der Barentssee und dem Eismeer im Norden bis zur Po-Ebene, Südserbien, Bulgarien und Nordkasachstan im Süden. Es ist die am weitesten nach Norden vordringende Reptilienart, die am Varangerfjord den 70. Breitengrad erreicht. Ihre Höhenverbreitung geht in den Alpen bis 2200 (3000) Meter über NN.

## Lebensraum und Lebensweise
Als Lebensraum werden Moore, Heiden, Grasfluren, aufgelassene Steinbrüche und Sandgruben, Dünen sowie Waldflächen und -ränder im Flach-, Hügel-, Moor- und Bergland besiedelt. Dabei werden vegetationsreiche Saumstrukturen, Böschungen und Lichtungen bevorzugt. Die Art ist feuchtigkeitsbedürftiger als andere Eidechsenarten. Bei Gefahr flieht sie auch ins Wasser und durchschwimmt dieses. Die Waldeidechse ist tagaktiv und meist standorttreu. Gelegentlich kommt es aber vor, dass sich sogenannte „Pioniere“ zum Abwandern entschließen. Sie sind dafür verantwortlich, dass auch neuer Lebensraum besiedelt wird. Die Weibchen können sich in kurzer Zeit mit mehreren Männchen paaren. Die Jungen, die dann zeitgleich zur Welt kommen, haben manchmal unterschiedliche Väter. Waldeidechsen sind in der Regel lebendgebärend (vivipar; vergl. Artname). Genauer handelt es sich allerdings meistens um ovovivipares Verhalten: Die zwei bis 12 Jungen pro Weibchen sind bei der Geburt dann noch von einer weichen Eihaut umhüllt, aus der sie sich nach einigen Minuten oder Stunden befreien. Seltener durchstoßen sie diese schon innerhalb des Mutterleibs (eigentliche Viviparie). In Südeuropa, etwa in den Pyrenäen und im Zentralmassiv, kommen auch eierlegende Waldeidechsen vor. Die eierlegenden Formen in Südslowenien und einigen Nachbarländern (Zootoca carniolica, Syn. Zootoca vivipara carniolica) weichen in Hinblick auf die Zahl der Chromosomen von den anderen ab. 2010 wurden in Österreich eine Mischzone zwischen viviparen/ovoviviparen und oviparen Waldeidechsen entdeckt. Die Hybriden zwischen den beiden Arten Z. carniolica und Z. v. vivipara sind oft fruchtbar und legen Eier, allerdings mit fortgeschrittenem Entwicklungsstadium der Jungtiere.
Die Anpassung der Ovoviviparie ermöglicht der Waldeidechse das Vordringen in kältere Lebensräume, die den ausschließlich eierlegenden Arten wie der Zauneidechse verwehrt sind, da diese ihre Eier an einem Ablageort durch die Sonnenwärme ausbrüten lassen. Die Waldeidechse hingegen kann mit den Eiern im Bauch aktiv wechselnde Orte aufsuchen und sich dort sonnen. Die Geburt erfolgt nach etwa zwei Monaten Tragzeit. Die Jungen sind vom ersten Tag an auf sich allein gestellt und lernen durch Probieren, ungeeignete von genießbarer Beute zu unterscheiden. Geschlechtsreif werden die Tiere mit etwa zwei Jahren.

## Nahrung und Fressfeinde
Waldeidechsen ernähren sich von Spinnen, Hundertfüßern, Heuschrecken, Ameisen, Fliegen, Pflanzenläusen und Zikaden. Die genaue Nahrungszusammensetzung variiert je nach Jahreszeit und örtlichem Angebot. Kleinere Beutetiere werden, nachdem sie durch Gehör und Sicht geortet wurden, mit den Kiefern gepackt und im Ganzen verschluckt, größere werden gekaut und die harte Chitinhülle anschließend wieder ausgespuckt.
Die Waldeidechsen gehören ihrerseits zum Beutespektrum von Schlangen (vor allem der syntop vorkommenden Arten Kreuzotter und Schlingnatter), verschiedenen Greifvögeln, Mardern und Wildschweinen – letztere wühlen die Waldeidechsen auch aus ihren Winterquartieren. Jungtiere werden manchmal von großen Laufkäfern ergriffen und gefressen. In der Nähe menschlicher Siedlungen dezimieren freigehende und streunende Hauskatzen die Bestände der Eidechsen.

## Gefährdung
Bestände der Waldeidechse werden unter anderem durch die Zerstörung von Magerbiotopen (Heide, Waldränder), durch Beseitigung von liegendem Totholz, Steinhaufen und Natursteinmauern, durch Aufforstung von Flächen (wichtige Sonnenplätze gehen verloren) und durch Pestizideinsatz auf Feldern und in Wäldern (indirekte Vergiftung durch Aufnahme von belasteten Futtertieren, Mangel an Beuteinsekten) dezimiert und verdrängt.
Gesetzlicher Schutzstatus (Auswahl)
- FFH-Richtlinie: (nicht aufgeführt)
- Bundesnaturschutzgesetz (BNatSchG): besonders geschützt
- Bundesartenschutzverordnung (BArtSchV): besonders geschützt

Nationale-Rote-Liste-Einstufungen (Auswahl)
- Rote Liste Bundesrepublik Deutschland: n (nicht gefährdet)
- Rote Liste Österreichs: NT (Gefährdung droht)
- Rote Liste der Schweiz: LC (nicht gefährdet)
- Rote Liste Japan (2020): VU (gefährdet)